# Irish Soft Coated Wheaten Terrier
L'Irish Soft Coated Wheaten Terrier è una razza canina appartenente alla famiglia dei Terrier. Originario dell’Irlanda, discende dal Black and Tan, Irish e il Kerry Blue Terrier.
Nato come cane da lavoro, oggi è scelto come cane da compagnia.
Cane di stazza media, robusto e agile, come indica il nome ha il pelo morbido e il colore del grano. Il temperamento sportivo, pacifico e tollerante lo rende un eccellente compagno di giochi. È perfetto per la vita in famiglia con i bambini e gli adulti.
Nel passato è stato utilizzato dagli agricoltori per aiutare nel lavoro della fattoria, e ha trovato impiego anche nella caccia al tasso e alla lontra.

## Aspetto

### Fisionomia
L’Irish soft coated wheaten Terrier è una razza di statura piccolo-media,  robusta e non troppo alta sugli arti. È ben proporzionato, raggiungendo i 49 cm di altezza per i maschi ed un peso di 16-20 chilogrammi. Gli esemplari femminili sono più bassi e leggeri.
La testa ha una forma allungata, con il cranio piatto e il tartufo di colore nero. Il muso è lungo quanto il cranio. Le orecchie, di grandezza piccolo-media, sono piegate e cadono in avanti.  Gli occhi sono scuri e non sporgenti. Le mascelle sono poderose, con denti forti che si chiudono a tenaglia o a forbice. Nel complesso, il muso è espressivo e ben proporzionato al resto del corpo.

Il tronco dell’Irish soft coated wheaten Terrier è compatto e non troppo lungo. Il torace è profondo con costole ben cerchiate. La linea superiore del dorso è uniformemente piana. La coda, non troppo spessa, si attacca sotto la linea dorsale. In alcuni paesi è tagliata in modo da lasciarne due terzi.

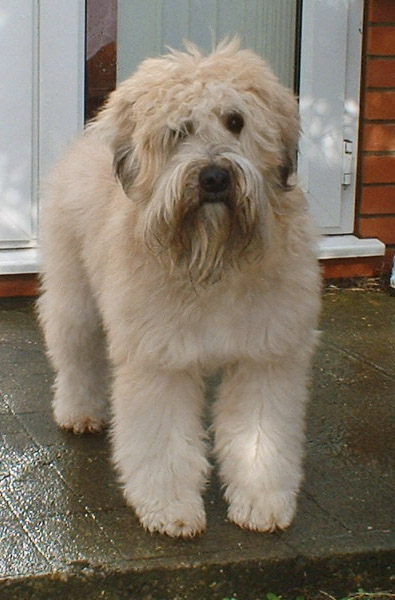
Irish soft coated wheaten terrier

Le spalle sono muscolose. Gli arti posteriori sono ben sviluppati, con muscolatura possente e cosce forti. Le zampe sono di piccola taglia e le unghie di colore scuro.

### Pelo
Il pelo è soffice e ondulato, in alcuni casi riccio. È serico al tatto, e ha bisogno di essere curato ogni due settimane. Sugli arti e sul muso è più lungo.

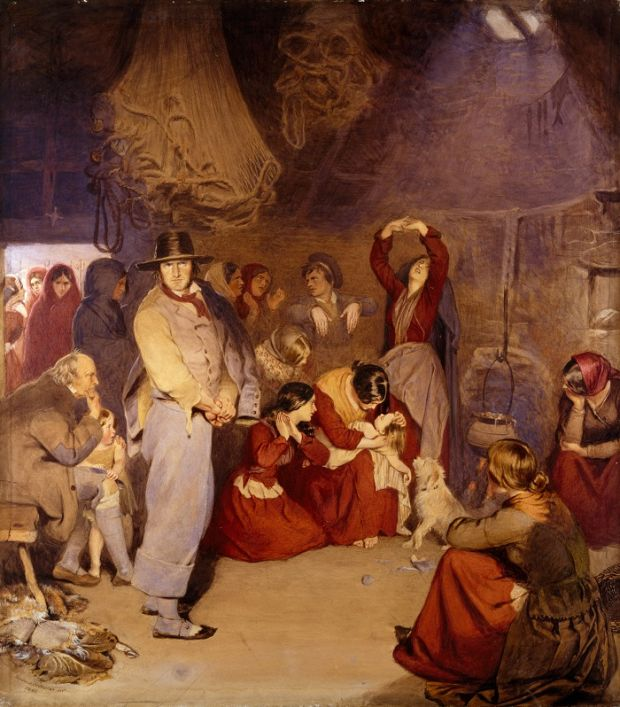
"The Aran Fisherman's Child", di Frederic William Burton, 1841

Il mantello necessita particolare attenzione nei cuccioli. Raramente il pelo nei cuccioli ha le caratteristiche richieste dallo standard e l’allevatore deve prendersene cura per ottenerle. Nei primi due anni di vita, il pelo subisce diversi cambiamenti di colore e tessitura. Il colore può variare dal rossiccio al grigio e al grano chiaro. A volte il pelo assume delle sfumature nere che schiariscono con la crescita.
L’Irish soft coated wheaten terrier può avere due tipi di pelo: il pelo americano e il pelo irlandese. Quello irlandese è considerato lo standard della razza. La variazione americana, invece, è più spessa e meno ondulata.

## Temperamento
L’Irish soft coated wheaten terrier è un cane allegro e affettuoso. È protettivo nei confronti del territorio e della famiglia, seppure non sia un cane da guardia. Nel passato era diffuso come cane da caccia. Col tempo si è adattato al ruolo di cane da compagnia. L’istinto sportivo e giocoso lo rende bisognoso di molta attività fisica e motoria.
Non ha problemi con gli ospiti: l’Irish Soft coated wheaten terrier è un cane amichevole. Caratteristico della razza è girare su se stessi per esprimere gioia e felicità.
È fedele ed ha una memoria a lungo termine. Ama la compagnia e passare il tempo con la famiglia, mentre lo turba la solitudine e stare in disparte.
Questa razza soffre il freddo, ed ha quindi bisogno di una cuccia calda ed accogliente.
Se soddisfatte le richieste di gioco e movimento, questo cane non ha problemi ad adattarsi alla vita in appartamento. È inoltre predisposto all'addestramento, ma ha bisogno fin da cucciolo di essere educato a seguire gli ordini. Durante i primi mesi bisogna impegnarsi per fargli sviluppare un buon carattere e un'attitudine all’addestramento. Non è litigioso, neppure con gli altri cani dello stesso sesso.

## Storia
L’Irish Soft Coated Wheaten Terrier discende dal Black Terrier, Tan Terrier, l’Irish Terrier ed il Kerry Blue Terrier. La discendenza mista è il risultato di esperimenti di allevamento intenzionali, risalenti a prima del diciannovesimo secolo. Alcune testimonianze indicano che questa razza sia la più antica della famiglia dei Terrier d’Irlanda.
Il primo club della razza venne formato nel 1932. La razza venne riconosciuta dal Kennel Club irlandese a marzo del 1937, e dal British Kennel Club nel 1943. Negli Stati Uniti venne importato nel 1946 e venne riconosciuto nel 1973.
La razza è riconosciuta dall’ENCI.
Fino al ventesimo secolo era diffuso come cane da lavoro nelle fattorie. Trovava impiego nella pastorizia, come custode di greggi, o nella caccia di animali come ratti, conigli, lontre o tassi. Negli anni trenta il numero di esemplari della razza subì un grave calo, ma grazie ad una accurata selezione delle specie la razza riuscì a sopravvivere.
Nel ventunesimo secolo si è diffuso come cane da appartamento e compagnia e la sua popolarità è aumentata.

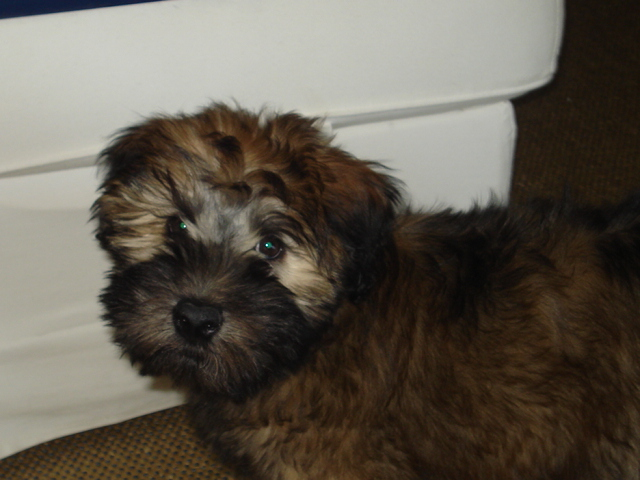
Cucciolo di Irish Soft Coated Wheaten Terrier

## Salute e cura
Questa razza deve essere spazzolata giornalmente per avere il pelo in perfetta forma, anche se non ne perde molto. La pelle è sensibile e delicata. Per questo motivo bisogna lavare il cane con acqua e sapone solo se necessario. L’igiene dentale va curata con molta attenzione. I denti hanno bisogno di essere lavati come minimo tre o quattro volte ogni settimana. Le unghie vanno tagliate due volte al mese, per evitare che graffino il pavimento.
Essendo un cane vivace e attivo, ha bisogno di bruciare l’energia in eccesso con attività fisica quotidiana. La quantità di cibo di cui ha bisogno dipende dal peso e dalla attività motoria. L’ideale è due pasti al giorno con porzioni medio-piccole. L’Irish soft coated wheaten terrier è più sensibile alle allergie rispetto agli altri cani. Per questo motivo bisogna fare attenzione ai bisogni nutrizionali e a possibili reazioni allergiche a determinati alimenti.
L'aspettativa di vita di questa razza è alta rispetto alla media, e raggiunge i quindici anni con le cure necessarie. Come le altre razze, è soggetta a malattie ereditarie. Due particolari malattie sono tipiche degli Irish soft coated Wheaten Terrier: la enteropatia proteino-disperdente e la nefropatia proteino-disperdente. Comuni in questi cani sono anche la Malattia di Addison e la displasia renale.